# فرودگاه آبشار ویکتوریا
فرودگاه آبشار ویکتوریا  (به انگلیسی: Victoria Falls Airport)  یک فرودگاه غیرنظامی  با کد یاتا VFA است که یک باند فرود آسفالت دارد و طول باند آن ۲۳۱۲ متر است. این فرودگاه در شهر ویکتوریا، بریتیش کلمبیا کشور کانادا قرار دارد و در ارتفاع ۱۴۰۷ متری از سطح دریا واقع شده است.